# Cryptophagites elongatus
Cryptophagites elongatus is een keversoort uit de familie harige schimmelkevers (Cryptophagidae). De wetenschappelijke naam van de soort werd in 1990 gepubliceerd door Ponomorenko.